# Bratstvo (tvornica vagona)
Bratstvo je tvornica željezničkih vagona iz Subotice. Po vlasničkoj strukturi je dioničko društvo.
Sjedište tvrtke je na adresi Bikovački put 2, Subotica.
Utemeljeno je 1886. godine. Maloserijski proizvodi noseće čelične konstrukcije, prijevozno-manipulacijsku i tehnološku opremu široka asortimana. Bavi se industrijski organiziranim remontom (održava, rekonstruira i izrađuje nove) teretna željeznička kola.
Specijalizira se za izradu teretnih vagona za posebnu namjenu: prijevoz kontejnera, paletiranih roba, putničkih automobila, sipkih tvari, tekućine i ost.).
Tvornica je u Subotici, na jugu industrijske zone. Nedaleko od željezničke pruge Budimpešta-Beograd i autocesta E-75.
Kao i s Fidelinkom i Severom, i Sever je dospio onima kojima nije bio cilj organizirati, unaprijediti i razviti proizvodnju, nego kupiti ju što jeftinije, raspačati i prodati ili ugasiti ju, da bi se uništilo konkurenta, a prisvojilo njegovo tržište. Vlasti svih garnitura nisu ništa učinile da bi to spriječile. Ipak, za razliku od njih, za Bratstvo je 2010. bilo još nade.